# Rémi Bourdeau
Pour les articles homonymes, voir Bourdeau.
Pas d'image ? Cliquez ici

a Compétitions nationales et continentales officielles uniquement.

Dernière mise à jour le 1 juillet 2025.
Rémi Bourdeau, né le 27 février 1992 à Paris, est un joueur français de rugby à XV jouant au poste de troisième ligne.
Il remporte la Coupe d'Europe avec le Stade rochelais en 2022. Il récidive en 2023, année à partir de laquelle la compétition prend le nom de Champions Cup.

## Biographie

### Jeunesse et formation
Né à Paris, Rémi Bourdeau déménage beaucoup dans sa jeunesse du fait du travail de son père. Il commence donc le rugby à l'âge de 10 ans à Angoulême, puis joue à Lyon en benjamins et en minimes avant de retourner à Angoulême. À 17 ans, il retourne dans sa ville de naissance, à Paris, pour jouer au Racing 92. Deux ans plus tard, il intègre le centre de formation du Racing 92.
Sentant qu'il aurait des difficultés à intégrer l'équipe première, Rémi Bourdeau décide de quitter l'Île-de-France pour le Sud et rejoint Béziers en 2014,. Il a pu rejoindre l'Hérault grâce à son entraîneur qui a envoyé une vidéo de lui et l'a proposé à l'entraîneur biterrois.
En dehors du rugby, il est titulaire d'un bac+4 en finances à Paris Dauphine.

### Débuts professionnels à Béziers (2014-2018)
Rémi Bourdeau fait ses débuts professionnels avec Béziers le 23 août 2014, lors de la première journée de Pro D2 face à Agen, au Stade de la Méditerranée.
À 26 ans, après quatre saisons dans l'Hérault et 91 matches disputés, il rejoint le Stade rochelais en mai 2018 afin de pouvoir jouer en Top 14,,.

### Confirmation au plus haut niveau au Stade rochelais (2018-2023)
Lors de sa première saison au Stade rochelais, Rémi Bourdeau prend part à neuf rencontres, dont sept en tant que titulaire. Victime d'une grave blessure au genou, il est éloigné des terrains pendant 15 mois, avant de retrouver les terrains peu avant l'arrêt de la saison 2019-2020.
Après son retour de blessure, Rémi Bourdeau réalise de très bonnes prestations en championnats, qui lui ont permis de prolonger son contrat jusqu'en 2024, alors qu'il était courtisé par Montpellier et Bordeaux-Bègles,. Durant la saison 2020-2021, le Stade rochelais est dans un premier temps finaliste de la Coupe d'Europe, puis du Top 14 mais perd ces deux finales face au Stade toulousain, auxquelles Rémi Bourdeau ne participe pas.
La saison suivante, en 2021-2022, il joue dix-huit matchs de Top 14 et participe à la finale de la Coupe d'Europe remportée par le Stade rochelais face au Leinster, pour la première fois de son histoire. Il commence la finale sur le banc des remplaçants avant d'entrer en jeu à la 30e minute pour remplacer Matthias Haddad qui doit quitter le terrain pour un protocole commotion.
Durant la saison 2022-2023, le Stade rochelais se qualifie pour la troisième fois consécutive en finale de la Champions Cup, et affronte le Leinster pour la seconde fois. Pour cette rencontre, il est remplaçant puis entre en jeu en seconde période à la place de Levani Botia. Son équipe s'impose 27 à 26 et remporte la compétition pour la deuxième fois d'affilée,. En championnat, les Rochelais terminent deuxième de la saison régulière et se qualifient directement pour les demi-finales où il éliminent l'Union Bordeaux Bègles (victoire 24 à 13) et rejoignent le Stade toulousain en finale, comme en 2021,. Pour ce match, Rémi Bourdeau n'est pas titulaire, mais il entre en cours de partie à la place de Levani Botia. Dans un match très serré, Toulouse s'impose en fin de match et l'emporte 29 à 26,. Bourdeau perd ainsi sa deuxième finale de Top 14.

### Transfert à Bayonne (depuis 2023)
Après cinq ans à La Rochelle, Rémi Bourdeau s'engage avec l'Aviron bayonnais à partir de la saison 2023-2024 et y signe un contrat de deux ans,. En fin de contrat, il signe pour trois saisons au Biarritz olympique.

## Statistiques
| Saison                | Club                  | Championnat | Championnat | Championnat | Coupe d'Europe                         | Coupe d'Europe                         | Coupe d'Europe                         |
| Saison                | Club                  | Compétition | Matchs      | Essais      | Compétition                            | Matchs                                 | Essais                                 |
| --------------------- | --------------------- | ----------- | ----------- | ----------- | -------------------------------------- | -------------------------------------- | -------------------------------------- |
| 2014-2015             | AS Béziers            | Pro D2      | 22          | 1           | Pas de qualification en Coupe d'Europe | Pas de qualification en Coupe d'Europe | Pas de qualification en Coupe d'Europe |
| 2015-2016             | AS Béziers            | Pro D2      | 27          | 2           | Pas de qualification en Coupe d'Europe | Pas de qualification en Coupe d'Europe | Pas de qualification en Coupe d'Europe |
| 2016-2017             | AS Béziers            | Pro D2      | 19          | -           | Pas de qualification en Coupe d'Europe | Pas de qualification en Coupe d'Europe | Pas de qualification en Coupe d'Europe |
| 2017-2018             | AS Béziers            | Pro D2      | 23          | -           | Pas de qualification en Coupe d'Europe | Pas de qualification en Coupe d'Europe | Pas de qualification en Coupe d'Europe |
| Total AS Béziers      | Total AS Béziers      | Pro D2      | 91          | 3           |                                        |                                        |                                        |
| 2018-2019             | Stade rochelais       | Top 14      | 7           | -           | Challenge européen                     | 1                                      | -                                      |
| 2019-2020             | Stade rochelais       | Top 14      | 2           | -           | Coupe d'Europe                         | -                                      | -                                      |
| 2020-2021             | Stade rochelais       | Top 14      | 16          | -           | Coupe d'Europe                         | 1                                      | -                                      |
| 2021-2022             | Stade rochelais       | Top 14      | 18          | 1           | Coupe d'Europe                         | 6                                      | -                                      |
| 2022-2023             | Stade rochelais       | Top 14      | 19          | 2           | Champions Cup                          | 7                                      | -                                      |
| Total Stade rochelais | Total Stade rochelais | Top 14      | 62          | 3           | Coupes d'Europe                        | 15                                     | 0                                      |
| Total                 | Total                 | Total       | 153         | 4           | Coupes d'Europe                        | 15                                     | 0                                      |

## Palmarès
- Stade rochelais
  - Finaliste du Championnat de France en 2021 et 2023.
  - Vainqueur de la Coupe d'Europe/Champions Cup en 2022 et en 2023.